# Gran Premio di superbike di Donington 1994
Il Gran Premio di Superbike di Donington 1994 è stata la prima prova su undici del Campionato mondiale Superbike 1994, è stato disputato il 2 maggio sul Circuito di Donington Park e ha visto la vittoria di Carl Fogarty in gara 1, mentre la gara 2 è stata vinta da Scott Russell.

## Risultati

### Gara 1

#### Arrivati al traguardo[3]
| Pos. | Nº | Pilota               | Motocicletta | Tempo     | Griglia | Punti |
| ---- | -- | -------------------- | ------------ | --------- | ------- | ----- |
| 1º   | 2  | Carl Fogarty         | Ducati       | 40:16.420 | 4º      | 20    |
| 2º   | 3  | Aaron Slight         | Honda        | +0:01.330 | 6º      | 17    |
| 3º   | 4  | Fabrizio Pirovano    | Ducati       | +0:02.010 | 8º      | 15    |
| 4º   | 1  | Scott Russell        | Kawasaki     | +0:02.520 | 1º      | 13    |
| 5º   | 5  | Giancarlo Falappa    | Ducati       | +0:21.490 | 5º      | 11    |
| 6º   | 37 | Simon Crafar         | Honda        | +0:23.930 | 11º     | 10    |
| 7º   | 6  | Piergiorgio Bontempi | Kawasaki     | +0:24.180 | 9º      | 9     |
| 8º   | 33 | Brian Morrison       | Honda        | +0:43.660 | 14º     | 8     |
| 9º   | 23 | Doug Polen           | Honda        | +0:48.830 | 17º     | 7     |
| 10º  | 53 | Mauro Moroni         | Kawasaki     | +0:51.670 | 12º     | 6     |
| 11º  | 36 | Valerio Destefanis   | Ducati       | +0:53.890 | 16º     | 5     |
| 12º  | 68 | Jean-Yves Mounier    | Ducati       | +0:54.110 | 23º     | 4     |
| 13º  | 61 | Michael Rutter       | Ducati       | +0:54.310 | 27º     | 3     |
| 14º  | 31 | Jim Moodie           | Yamaha       | +0:55.000 | 18º     | 2     |
| 15º  | 11 | Andreas Meklau       | Ducati       | +0:55.200 | 20º     | 1     |
| 16º  | 49 | Andrea Perselli      | Ducati       | +0:59.490 | 25º     |       |
| 17º  | 63 | Adrien Morillas      | Kawasaki     | +1:01.000 | 19º     |       |
| 18º  | 7  | Stéphane Mertens     | Ducati       | +1:01.620 | 34º     |       |
| 19º  | 39 | Matt Llewellyn       | Ducati       | +1:02.070 | 15º     |       |
| 20º  | 64 | Nick Hopkins         | Yamaha       | +1:07.110 | 22º     |       |
| 21º  | 51 | Alex Vieira          | Honda        | +1:08.010 | 33º     |       |
| 22º  | 54 | Denis Bonoris        | Kawasaki     | +1:08.020 | 26º     |       |
| 23º  | 10 | Mauro Lucchiari      | Yamaha       | +1:08.850 | 10º     |       |
| 24º  | 67 | José Kuhn            | Honda        | +1:09.830 | 36º     |       |
| 25º  | 62 | Lee Pullan           | Yamaha       | +1:24.010 | 32º     |       |
| 26º  | 56 | Mark Farmer          | Yamaha       | +1:28.690 | 21º     |       |
| 27º  | 38 | Gianmaria Liverani   | Honda        | +1:30.650 | 35º     |       |
| 28º  | 72 | Roberto Panichi      | Ducati       | +1 giro   | 37º     |       |

#### Ritirati
| Nº | Pilota             | Motocicletta | Giri     | Griglia |
| -- | ------------------ | ------------ | -------- | ------- |
| 59 | Troy Corser        | Ducati       | +2 giri  | 3º      |
| 35 | David Jefferies    | Ducati       | +8 giri  | 24º     |
| 40 | Serafino Foti      | Ducati       | +8 giri  | 31º     |
| 8  | Terry Rymer        | Kawasaki     | +10 giri | 7º      |
| 26 | Steve Hislop       | Honda        | +15 giri | 13º     |
| 21 | Jean-Marc Delétang | Yamaha       | +15 giri | 29º     |
| 74 | Thierry Rogier     | Ducati       | +16 giri | 38º     |
| 32 | Stefano Caracchi   | Ducati       | +17 giri | 40º     |
| 60 | Aldeo Presciutti   | Ducati       | +18 giri | 39º     |
| 41 | Michaël Paquay     | Honda        | +21 giri | 28º     |

### Gara 2

#### Arrivati al traguardo[4]
| Pos. | Nº | Pilota             | Motocicletta | Tempo     | Griglia | Punti |
| ---- | -- | ------------------ | ------------ | --------- | ------- | ----- |
| 1º   | 1  | Scott Russell      | Kawasaki     | 40:05.370 | 1º      | 20    |
| 2º   | 2  | Carl Fogarty       | Ducati       | +0:09.400 | 4º      | 17    |
| 3º   | 59 | Troy Corser        | Ducati       | +0:14.990 | 3º      | 15    |
| 4º   | 5  | Giancarlo Falappa  | Ducati       | +0:32.750 | 5º      | 13    |
| 5º   | 37 | Simon Crafar       | Honda        | +0:36.060 | 11º     | 11    |
| 6º   | 33 | Brian Morrison     | Honda        | +0:42.150 | 14º     | 10    |
| 7º   | 23 | Doug Polen         | Honda        | +0:48.530 | 17º     | 9     |
| 8º   | 10 | Mauro Lucchiari    | Yamaha       | +0:55.310 | 10º     | 8     |
| 9º   | 68 | Jean-Yves Mounier  | Ducati       | +1:00.280 | 23º     | 7     |
| 10º  | 53 | Mauro Moroni       | Kawasaki     | +1:00.620 | 12º     | 6     |
| 11º  | 64 | Nick Hopkins       | Yamaha       | +1:00.900 | 22º     | 5     |
| 12º  | 51 | Alex Vieira        | Honda        | +1:12.650 | 33º     | 4     |
| 13º  | 67 | José Kuhn          | Honda        | +1:13.920 | 36º     | 3     |
| 14º  | 54 | Denis Bonoris      | Kawasaki     | +1:14.450 | 26º     | 2     |
| 15º  | 40 | Serafino Foti      | Ducati       | +1:16.160 | 31º     | 1     |
| 16º  | 41 | Michaël Paquay     | Honda        | +1:23.680 | 28º     |       |
| 17º  | 38 | Gianmaria Liverani | Honda        | +1:28.210 | 35º     |       |
| 18º  | 62 | Lee Pullan         | Yamaha       | +1:39.770 | 32º     |       |
| 19º  | 74 | Thierry Rogier     | Ducati       | +1 giro   | 38º     |       |
| SQ   | 3  | Aaron Slight       | Honda        | +0:03.720 | 6º      |       |
| SQ   | 11 | Andreas Meklau     | Ducati       | +0:51.290 | 20º     |       |

#### Ritirati
| Nº | Pilota               | Motocicletta | Giri     | Griglia |
| -- | -------------------- | ------------ | -------- | ------- |
| 35 | David Jefferies      | Ducati       | +2 giri  | 24º     |
| 61 | Michael Rutter       | Ducati       | +4 giri  | 27º     |
| 6  | Piergiorgio Bontempi | Kawasaki     | +5 giri  | 9º      |
| 26 | Steve Hislop         | Honda        | +10 giri | 13º     |
| 31 | Jim Moodie           | Yamaha       | +11 giri | 18º     |
| 21 | Jean-Marc Delétang   | Yamaha       | +12 giri | 29º     |
| 60 | Aldeo Presciutti     | Ducati       | +14 giri | 39º     |
| 4  | Fabrizio Pirovano    | Ducati       | +15 giri | 8º      |
| 63 | Adrien Morillas      | Kawasaki     | +16 giri | 19º     |
| 56 | Mark Farmer          | Yamaha       | +18 giri | 21º     |
| 39 | Matt Llewellyn       | Ducati       | +22 giri | 15º     |
| 49 | Andrea Perselli      | Ducati       | +22 giri | 25º     |
| 36 | Valerio Destefanis   | Ducati       | +23 giri | 16º     |
| 7  | Stéphane Mertens     | Ducati       | +24 giri | 34º     |
| 32 | Stefano Caracchi     | Ducati       | +25 giri | 40º     |
| 72 | Roberto Panichi      | Ducati       | +25 giri | 37º     |